# Roca de Clipperton
Roca de Clipperton (en francés: Rocher de Clipperton) es el nombre que recibe el punto culminante de la isla de Clipperton una posesión de Francia en el océano Pacífico. Alcanza hasta 29 metros, mientras que la mayor parte del territorio de la isla no excede los cuatro metros de altura en promedio. De acuerdo con estudios realizados en el lugar, el origen de esta roca es volcánico. Por tanto, la roca sería de un período anterior a la formación de la isla, como podemos ver en la actualidad. De hecho, antes de ser la única isla de coral del Pacífico Este, la isla no era más que un volcán. La laguna en el centro de la isla muestra que en un tiempo era de hecho el cráter del volcán. Todavía expulsa una gran cantidad de sulfuro de hidrógeno. Clipperton es en realidad parte de una larga cadena de montañas y volcanes submarinos. Esta cadena se debe a una zona de fractura de las placas tectónicas. Es en esta área que está la dorsal de Clipperton de la cual la isla es el único punto emergente. La isla de arena que conocemos se formó gradualmente como resultado de depósitos de arena.